# Трифон Зарезан
Трифон Зарезан (или Трифоновден) е християнски и фолклорен празник в чест на свети Трифон, мъченик от средата на III век. Един от популярните празници в традиционния български празничен календар, Трифон Зарезан е известен и с различни други наименования: Ден на лозаря (в секуларистичен контекст), Свети Трифон, Зарезановден, Трифон Зарезоя (в Поморавието), Трифон Чипия (Котленско), Трифон Пияница (Охридско, Тетевенско). Св. Трифон е познат и в другите балкански страни, той е закрепен в православния календар и е свързан със смяната на сезоните от зима към пролет. В традиционния български фолклор празникът Трифон Зарезан е свързан преди всичко с лозарството. Той е трудов обичай, свързан с първия стопански процес в годишния цикъл на обработка на лозата – пролетната ѝ резитба.
Повечето християнски църкви, включително Българската православна църква, възприела Новоюлианския календар от 1968 г. нататък, отбелязват Трифоновден на 1 февруари по Григорианския календар, но онези от съвременните църкви, които се придържат към Юлианския календар за богослужебни цели, го празнуват на 14 февруари по Григорианския календар. Като останка от тази практика, на тази дата продължава често да се отбелязва в България и светският празник на лозарите. Имен ден е за хората с име Трифон и производните или сходно звучащи имена, като Трифона, Трифко, Трифо, Трифул, Трифа, Трифка, Труфка, Трифула, Тричко, Тричо, Тричка, Траян, Траяна, Фуне, Фунчо, Радка, Рачо.
Трифоновден е смятан за празник и на винарите, соколарите, градинарите, бъчварите и кръчмарите, а самият Свети Трифон традиционно е считан и за техен покровител, а в старата църковна иконография, като патрон на лозарите, светецът понякога е изобразяван с косер (вид сърп) в ръка. Във фолклорната традиция Трифон Зарезан е първият от поредица последователни празници, наричани Трифунци – Трифоновден (1 февруари), Сретение Господне (2 февруари) и Свети Симеон (3 февруари). Тези празници се свързват с вълците, които се чифтосват по това време, като се извършват определени ритуали – не се използват ножици и нощвите се държат затворени (за да не стоят затворени челюстите на вълците през годината) и не се върши никаква работа (който работи в тези дни, привлича върху себе си нападения на вълци). За да се предпази добитъкът, на някои места (Белоградчишко, Монтанско) се приготвя специален хляб, който се прекадява и се слага в храната му.

## Народни обичаи

### Зарязване
Основна традиция на Трифон Зарезан е символичното зарязване (резитба) на лозята. При него мъжете, обработващи лозя, отиват в тях, носейки специално приготвена храна – хляб, който може да бъде квасен или пресен, със или без украса; цяла кокошка, пълнена с ориз или булгур; туршия, луканка, „бабяк“ (напълнен стомах с месо) и др. Освен това се занася и бъклица с вино или ракия, украсена с чимшир, здравец, бръшлян, вързана с червен конец. На някои места на лозята се носят и светена вода и пепел. Храната се отнася в специално подготвена нова вълнена торба.
Зарязването се извършва с косер, който предварително се почиства и се наточва (заостря) добре. В традиционната култура рязането на лозята е изключително мъжка дейност, жени не се допускат. Така се обяснява и особеното табу за жените през този ден, да не пристъпват територията на лозята „защото не е женска работа и за да ражда лозето“ (Рила, Дупнишко), както и да изобщо да режат, тъй като „свети Трифон на този ден си отрязал носа“ (Момчилово, Провадийско). Според тази легенда (вероятно модифицирана езическа или създадена да възпира склонните към пиянство и свернословия и да покаже, че има защо светецът да бъде против тях), това се случва с Трифон или защото веднъж, когато е твърде пиян, по невнимание улучва себе си вместо лозето си, което тъкмо подрязва, или защото да го стори го проклина Богородица (представяна, като негова сестра), след като той я среща и се подиграва с нея и бебето й, докато тя го носи към църквата.
При самото зарязване всеки стопанин на лозе се прекръства, отрязва с косера си по 3 пръчки от 3 лози, прекръства се отново и полива зарязаните лози с бъклицата. На места ръсят със светена вода от трифонденския водосвет. В с. Виница, Варненско, виното от бъклицата се плисва в средата на лозето „за берекет, така да тече виното“. В с. Гореница, Врачанско, при поливането благославят „както тече виното, така да расте гроздето“. В Лясковец на Морава мъжете свалят калпаците си и ги окачват на чуканите (стъблата, останали след рязането), за да е много и черно гроздето като тях.
В Югозападна България зарязването се извършва винаги от двама души, а благославянето се превръща в ритуална игра (пиеса/сцена) с точно определени действия и думи (роли). Мъжът, който реже, застава в единия край на лозето, а вторият мъж е скрит зад някоя лоза, в другия край на лозето.
Първият реже всички пръчки и казва:
„Добро утро, Трифоново лозе!
Да си пълно с грозде!
Болести и буболечки,
ветрове и градушки,
вънка от лозето!“
Скритият мъж се обажда:
„Трифон у лозето!“
Първият мъж отново казва:
„Трифоне, чух те, тука ли си?“
Скритият мъж отговаря:
„Тука, тука!“
Първият пита:
„Къде си, че не те виждам?“
Скритият отвръща:
„Не се виждам, от черно и бело грозде.“

### Други ритуали за плодородие
В една молитва от 1690 г. (сръбска редакция) за св. Трифон, се говори, че светецът помолил Бога да изгони гъсениците и другите насекоми от лозята и градините и Бог сторил това чрез своя ангел. В друг сръбски ръкопис от 16 – 17 век се казва, че против насекоми по ниви и лозя трябва да се запалят кандилата на св. Трифон и посевите да се поръсят със светена вода, като се чете молитва на св. Трифон. В Молдова и Буковина е позната легендата за св. Трифон и Богородица, но в тези райони светецът няма връзка с лозарството. В Румъния празникът се нарича „Трифон на червеите и гущерите“ (под "червей" би могло да се разбира и ларва на насекомо, външно приличаща на червей), спазва се забрана за работа, за да има плодородие по посевите. Гърците в Епир правят на деня на св. Трифон колачета, които търкалят за общо плодородие по лозята и градините, наричайки: „Трифоне, плодородниче, ела в лозето ми и в нивата ми, да ядем и да пием“. В Софийско, Ботевградско и Ломско на палешник се поставят въглени, наречени на различни селскостопански продукти, които се оставят за времето на Трифонците зад вратата и напълно изгорелите въглени предричат добър добив на съответния продукт през годината. В Родопите на Трифоновден се извършва ритуално заплашване на нераждащите овощни дървета, че ще бъдат отсечени, а бездетни мъже са ритуално порязвани 3 пъти по врата.
Практиките с лозовите пръчки са едни от най-съществените, наред със зарязването, поливането с вино и благословиите. Те са важен атрибут на празника. Оставят се обикновено на лозето, за да не се „дигне берекетът“ (да не намалее, вместо да се увеличи благополучието/реколтата/печалбата) от него. В Северна България, в селата покрай река Дунав, пръчките се хвърлят в нея, за да тече виното така, както тече тя. Една от пръчките винаги се свива на венец, който се поставя на калпака, около кръста (анатомически) или през рамо. От лозови пръчки се приготвя и „короната“ на т.нар. лозарски цар.

### Цар на лозята
След зарязването лозарите от цялата местност се събират на обща трапеза с донесената храна, която обикновено става край пъдарската (на селския охранител) колиба или при някой оброк. На земята върху дълги пешкири се нареждат питите, кокошките и другата донесена храна, както и бъклиците с вино. Голяма китка (букет) от босилек, в която са втъкнати 3 лозови пръчки, се слага в средата. При сядането на трапезата един лозарите се избира предводител наричан „цар на лозята“ или „Трифон“. Най-старият и уважаван лозар взима китката и казва: „Който е честит, нека поеме китката и бъде цар!“ По принцип идеята е царят на лозята да е заможен, тъй като положението му е свързано често със значителни разходи.. На някои места царят коли, като курбан за плодородието на лозята, овен или вол. Все пак всеки има право да вземе китката, макар че обикновено младите отстъпват на някой възрастен и опитен лозар и особено на този, който вече е царувал и през неговото царуване е имало не градушки или суша, а плодородие. 
Щом царят поеме китката, останалите му честитят „царството“ и угощението започва. След края на трапезата в лозята лозарите се връщат шумно в селото. Царят е окичен с венец от лозови пръчки, който носи на главата си, и с друг венец, който слага през раменете си. Той сяда на колесар, теглен от останалите лозари, или е носен на раменете от тях и под звуците на гайди, гъдулки и тъпан цялата група се отправя към селището. Там те обикалят по улиците и спират пред всяка къща, като стопанинът ѝ трябва да изнесе вино в бял котел. Той дава да пие първо на царя, а след това и на останалите, а останалото вино излива върху царя с благословия. След като стигне до своя дом, царят се преоблича с нови дрехи и, все така окичен с венците на главата и през раменете си, сяда на дълга трапеза да посрещне гости и хората от цялото село (градска махала).

### Танци
Празнуването на Трифон Зарезан включва многократно танцуване на хоро, което със своя смисъл на ритуално обиграване на територията има ключов характер при празника. Хоро играят мъжете на лозето със забучени в пояса или свити на венец лозови пръчки, после - на общата трапеза в лозята, след което и по пътя от лозята до селото се играят хора и ръченици. Накрая в средата на селото, на мегдана (площада), се играе т. нар. зарезанско или трифонско хоро. Хороводецът, най-често - царя на лозята - държи в ръка бъклица или котле с вино и с лозови пръчки (Варненско). „Мъжкото хоро“ (в което участват само мъже) се играе с бъклица, в която са натопени лозови пръчки, а коркорбашията (водачът) върти по особен начин отрязаните пръчки (Първомайско). Материали от българското село Карадър, Лозенградско (днес в Турция) сочат една много старинна форма на ритуално хоро в чест на св. Трифон, наричана „босо хоро“, при което участниците играят боси, т.е. без цървули/обувки, независимо от студа.

## Други лозарски празници
В българския народен календар има и други важни трудови празници, свързани с лозарството и винарството. Така нареченият Кършовден, когато се окършват ненужните лозови пръчки, за да не отнемат силата на лозата, се свързва с деня на св. св. Константин и Елена (след прецъфтяване на лозата). По Костадиновден във Видинско или по Петровден в Старозагорско започват да връзват младите лозя с лико. Новото грозде (първото набрано) се освещава в църква на Голяма Богородица или на Преображение. Гроздоберът Виноберма се оповестява официално след Кръстовден. Всички тези гранични периоди в отглеждането на лозата и производството на вино са повече или по-малко обичайно и ритуално отбелязани в народната традиция, като са прикрепени към определен календарен светец.